# Skibotn
Skibotn is een plaats in de Noorse gemeente Storfjord, provincie Troms. Skibotn telt 481 inwoners (2007) en heeft een oppervlakte van 0,88 km².
Het dorp, met circa 500 inwoners, ligt aan de Europese wegen de E6 en E8. 50 kilometer zuidoostwaarts ligt, aan de Finse kant van Lapland, de nederzetting Kilpisjärvi.